# Успенка (Березівський район)
Успе́нка — село Стрюківської сільської громади Березівського району Одеської області в Україні. Населення становить 7 осіб.

## Населення
Згідно з переписом УРСР 1989 року чисельність наявного населення села становила 31 особа, з яких 12 чоловіків та 19 жінок.
За переписом населення України 2001 року в селі мешкало 7 осіб. 100 % населення вказало своєю рідною мовою українську мову.

## Відомі мешканці

### Народились
- Валявко Василь Антонович — чекіст, голова виконавчого комітету Маріупольської окружної ради. Член Центральної Контрольної Комісії КП(б)У в листопаді 1927 — червні 1930 р.